# Конев, Михаил Андреевич
Михаи́л Андре́евич Ко́нев (род. 17 марта 1993 года, Смоленск) — российский политический деятель, писатель. Креативный директор журнала Инк. Заместитель главного редактора литературного портала «Русская литература» (2020—2021) . Ведущий авторской программы «Pro о Русь» на международном телеканале RTVI. Автор Telegram-канала «Ход Конева» и видеоблога «Ход Конева» на YouTube.
Член федерального совета «Партии народной свободы» (ПАРНАС) (2015—2019), бывший помощник депутата Ярославской областной думы Бориса Немцова. Директор по спецпроектам фонда помощи людям, живущим с ВИЧ «СПИД.Центр» (2018—2019). Участник многочисленных оппозиционных митингов и акций протеста. Получил известность как создатель и лидер молодёжного отделения «Партии народной свободы».
В 2014 году отчислен из Санкт-Петербургского юридического института Академии Генеральной прокуратуры Российской Федерации. Ряд политиков и СМИ связали отчисление с политической деятельностью оппозиционера. В 2016 году задержан и отправлен на прохождение военной службы по призыву в ВС РФ. В настоящее время проживает и работает в Москве.

## Биография
4 марта 2012 года был наблюдателем на выборах Президента Российской Федерации и участвовал в пресечении фальсификаций итогов голосования на своём участке. В августе 2012 года познакомился с Андреем Пивоваровым и вступил в движение «Гражданская ответственность». В августе-сентябре 2012 года был одним из организаторов «Белого Форума» — съезда оппозиционных политиков — под Санкт-Петербургом. Там познакомился с Борисом Немцовым, Ольгой Романовой, Владимиром Миловым, Ильёй Пономарёвым. Будучи активистом движения «Гражданская Ответственность», проводил различные оппозиционные акции в Санкт-Петербурге — вручал «оранжевые штаны» губернатору Санкт-Петербурга Георгию Полтавченко, устанавливал счётчик потраченных средств на подготовку к олимпиаде в Сочи 2014 года. В октябре 2012 года стал членом РВК (районной выборной комиссии) на выборах в Координационный совет оппозиции.
В январе 2013 года вступил в «РПР-ПАРНАС» (ныне «Партия Народной Свободы». В июне-июле 2014 года создал и возглавил молодёжное отделение партии «РПР-ПАРНАС» в Санкт-Петербурге и выступил в качестве соорганизатора несанкционированного митинга в поддержку политика Алексея Навального на Малой Садовой улице 18 июля 2013 года, на котором был задержан сотрудниками полиции и привлечён к административной ответственности по статьям 20.2 и 19.3 КоАП РФ.
В мае 2013 года выступил на первомайском митинге и потребовал освобождения всех политических заключённых страны.
В августе-сентябре 2013 года работал в предвыборном штабе Бориса Немцова на выборах в Ярославскую областную думу. Отвечал за подготовку встреч Немцова с избирателями.
В декабре 2013 года конфликт внутри Санкт-Петербургского отделения «РПР-ПАРНАС» завершился расколом и избранием новых руководящих органов партии в регионе. Большинство в новоизбранном политическом совете получила команда Андрея Пивоварова, в том числе и Михаил Конев.
В рамках деятельности молодёжного отделения «РПР-ПАРНАС» в Санкт-Петербурге продолжил проводить политические акции, организовывать митинги и шествия. Основной тематикой своих выступлений обозначал борьбу за свободу политзаключённых. 24 февраля 2014 года выступил соорганизатором народного схода «Свободу узникам 6 мая» на Малой Садовой улице в Санкт-Петербурге, на которой был задержан правоохранительными органами. 22 апреля 2014 года Конев и его соратники провели акцию против отставки Павла Дурова с поста генерального директора «ВКонтакте» — они повесили похоронную табличку на здание офиса социальной сети в Санкт-Петербурге.
В январе 2014 года заявил о политических претензиях руководства Санкт-Петербургского Юридического института (филиала) Академии Генеральной Прокуратуры, студентом которого являлся.
В эфире радиостанции «Эхо Петербурга» заявил, что может быть отчислен из института из-за политических взглядов. По его словам, во время очередной учебной сессии преподаватели стали оценивать результаты экзаменации Конева как «неудовлетворительные», ссылаясь на приказ руководства избавиться от неблагонадёжного студента. Руководства института, а именно заместитель ректора Николай Сальников, указывал на неуспеваемость Конева и большое количество пропущенных учебных часов. Новость вызвала широкий общественный резонанс. В течение долгого времени у здания института проходили одиночные пикеты, в ходе которых политики и гражданские активисты требовали провести независимую оценку знаний Конева. В его поддержку высказались политики и общественные деятели, в том числе депутаты Законодательного собрания Санкт-Петербурга Максим Резник, Ольга Галкина и Вячеслав Нотяг, депутат Ярославской Областной Думы Борис Немцов, депутат Государственной Думы Дмитрий Гудков, политики Андрей Пивоваров и Илья Яшин, правозащитница Ольга Романова. Вопрос о ситуации с отчислением Михаила Конева был рассмотрен на заседании комиссии по образованию Законодательного Собрания Санкт-Петербурга. Комиссия поручила депутату Законодательного собрания Алексею Воронцову разобраться в конфликте и урегулировать конфликт Конева и руководства института.
21 февраля 2014 года издан приказ об отчислении Конева из высшего учебного заведения.
14 апреля 2014 года Директор Санкт-Петербургского юридического института (филиала) Академии Генеральной прокуратуры (СПб ЮИ АГП РФ) Николай Дудин, являющийся инициатором отчисления из вуза Конева, покинул свой пост в связи с достижением им предельного возраста службы в органах прокуратуры.. Сторонники оппозиционера связали это событие с отчислением Михаила Конева.
В мае-июне 2014 года готовился к участию в выборах в муниципальные советы Санкт-Петербурга, но не был допущен к регистрации в избирательной комиссии.
В октябре 2014 года переехал в Ярославль, где совместно с Ильёй Яшиным занялся подготовкой регионального предвыборного штаба Бориса Немцова на грядущие выборы в Государственную Думу 2016 года.
С октября 2014 года по февраль 2015 работал помощником депутата Ярославской областной думы Бориса Немцова. За время своей работы организовал крупный митинг «За прямые выборы мэра!», который прошёл 7 декабря 2014 в Ярославле.
В апреле 2015 года переехал в Москву и возглавил федеральное молодёжное отделение партии «РПР-ПАРНАС». Вместе с активистами партии провёл ряд акций с требованием допросить Президента Чеченской Республики Рамзана Кадырова и депутата Государственной Думы Адама Делимханова на предмет причастности к убийству Бориса Немцова. В сентябре 2015 года Конев и его соратники вывесили на Большом Каменном мосту баннер «Свободу Пивоварову!». Эта акция была приурочена ко дню рождения политика Андрея Пивоварова, находящегося в следственном изоляторе Костромы.
В июле 2015 года на съезде «Партии народной свободы» Михаил Конев большинством голосов был избран членом федерального совета партии.
В июне-сентябре 2015 года Михаил Конев и его соратники по молодёжному отделению «ПАРНАС» принимали участие в работе предвыборного штаба Демократической Коалиции на выборах в Костромскую областную Думу.
18 сентября 2015 года выступил на митинге в Марьино. В своём выступлении указал на отсутствие у следственных органов ресурсов и политической воли на расследование убийства Бориса Немцова и потребовал допросить Рамзана Кадырова и подконтрольных ему силовиков на предмет причастности к преступлению.
В ноябре 2015 года задержан сотрудниками Московского уголовного розыска у подъезда собственного дома. Полицейские вручили ему повестку в военкомат Смоленской области.
13 ноября 2015 года явился по повестке в военкомат Смоленской области, где было принято решение о снятии его с воинского учёта в Смоленске с последующей постановке на учёт в Москве. После этого один из лидеров движения «Антимайдан», член Совета Федерации Дмитрий Саблин написал открытое обращение в Следственный комитет России и Генеральную Прокуратуру Российской Федерации с требованием проверить историю с призывом Михаила Конева на предмет уклонения от воинской службы.
В своём обращении Саблин обвинил мать Михаила Конева, которая на тот момент занимала должность заместителя прокурора Заднепровского района города Смоленска, в давлении на военкомат с целью освобождения её сына от призыва. Генеральной Прокуратурой была проведена проверка, в ходе которой факта уклонения и давления на военкомат не было выявлено. Тем не менее, в газете «Известия» появилась статья о том, что Коневу грозит уголовное дело за уклонение от воинской службы.
26 апреля 2016 года Михаил Конев и его адвокат выходили из здания военкомата Останкинского района города Москвы, когда трое неизвестных силой посадили его в автомобиль и увезли в неизвестном направлении. Позднее выяснилось, что Конев был призван и отправлен на военную службу. Адвокаты Конева обжаловали призыв в суде, а также обратились в следственные органы с требованием возбудить уголовное дело о похищении человека.
8 мая 2016 года принял военную присягу.
3 июня 2016 года Мещанский районный суд признал законным решение призывной комиссии о призыве Конева на военную службу. Данное решение было обжаловано в Московский городской суд, который оставил жалобу без удовлетворения. На данное решение подана жалоба в ЕСПЧ.
3 августа 2016 года Михаил Конев, проходящий службу в армии, был зарегистрирован кандидатом в Государственную Думу РФ седьмого созыва по партийному списку «Партии народной свободы». Приказом командира войсковой части 02511 он был отправлен в отпуск на 45 суток для ведения предвыборной кампании.
26 апреля 2017 года уволен в запас из рядов вооружённых сил.
6 мая 2017 года выступил на митинге на площади Академика Сахарова, где призвал освободить всех политических заключённых страны.
В июне 2017 года вступил в «Открытую Россию» и начал работу в Московском штабе движения.
12 июня 2017 года был задержан на митинге против коррупции на Тверской площади. 22 сентября 2017 года судья Тверского районного суда города Москвы Криворучко признал Конева виновным в совершении административного правонарушения, предусмотренного ст. 20.2 ч.5, и обязал к выплате штрафа в размере 15000 рублей.
10 сентября 2017 года возглавлял отряд быстрого реагирования движения «Открытая Россия», который занимался наблюдением за соблюдением законодательства на муниципальных выборах в Москве. В ходе этой работы Коневым и его коллегами были выявлены нарушения избирательного законодательства в ряде Территориальных избирательных комиссий города Москвы.
13 ноября 2017 года присоединился к федеральному предвыборному штабу кандидата в президенты Российской Федерации Ксении Анатольевны Собчак. Возглавлял отдел по работе с волонтёрами, а также стал координатором предвыборного штаба в городе Москве. В марте 2018 года стал доверенным лицом кандидата в президенты Ксении Анатольевны Собчак, принимал участие в теле и радио дебатах.
С апреля 2018 года ведет Telegram-канал «Ход Конева».
22 мая возглавил предвыборный штаб кандидата в мэры Москвы Антона Красовского. 3 июля политик сообщил, что избирательному штаба не удалось собрать достаточное количество подписей избирателей в поддержку кандидата.
С июня 2018 года по декабрь 2019 года занимал должность директора по спецпроектам фонда помощи людям, живущим с ВИЧ СПИД.Центр.
В марте 2019 года заявил о своём участии в выборах в Московскую городскую думу по одномандатному избирательному округу № 45 (Сокольники, Мещанский, Басманный, Красносельский районы города Москвы). В ходе кампании подал жалобу на своего бывшего соратника и конкурента по предвыборной гонке Илью Яшина, указав, что, по его мнению, размещение ссылок на собственный YouTube-канал на муниципальном сайте является злоупотреблением служебным положением и использованием административного ресурса. ОИК удовлетворила эту жалобу, и Яшин был снят с выборов. В партии действия Конева во время избирательной кампании были расценены как «наносящие ущерб Партии», и 20 июля Конев был исключён из московского отделения ПАРНАС. По результатам выборов занял последнее место в округе, набрав 3365 голосов избирателей.
С октября 2019 года ведет видеоблог «Ход Конева» в YouTube.
В июле 2020 года занял должность заместителя главного редактора литературного портала «Русская литература».
В августе 2020 года снял документальный фильм «В Питере — не пить. Свободу барам!» и выступил против закона города Санкт-Петербурга «о наливайках», ограничивающего деятельность авторских баров площадью менее 50 квадратных метров.
С октября 2020 по август 2021 года вёл авторскую программу «Pro о Русь», а с сентября 2021 по январь 2022 года шоу "Чертополох" на международном канале RTVI. Продюсером программ выступал Сергей Шнуров.